# Równe (Dukla)

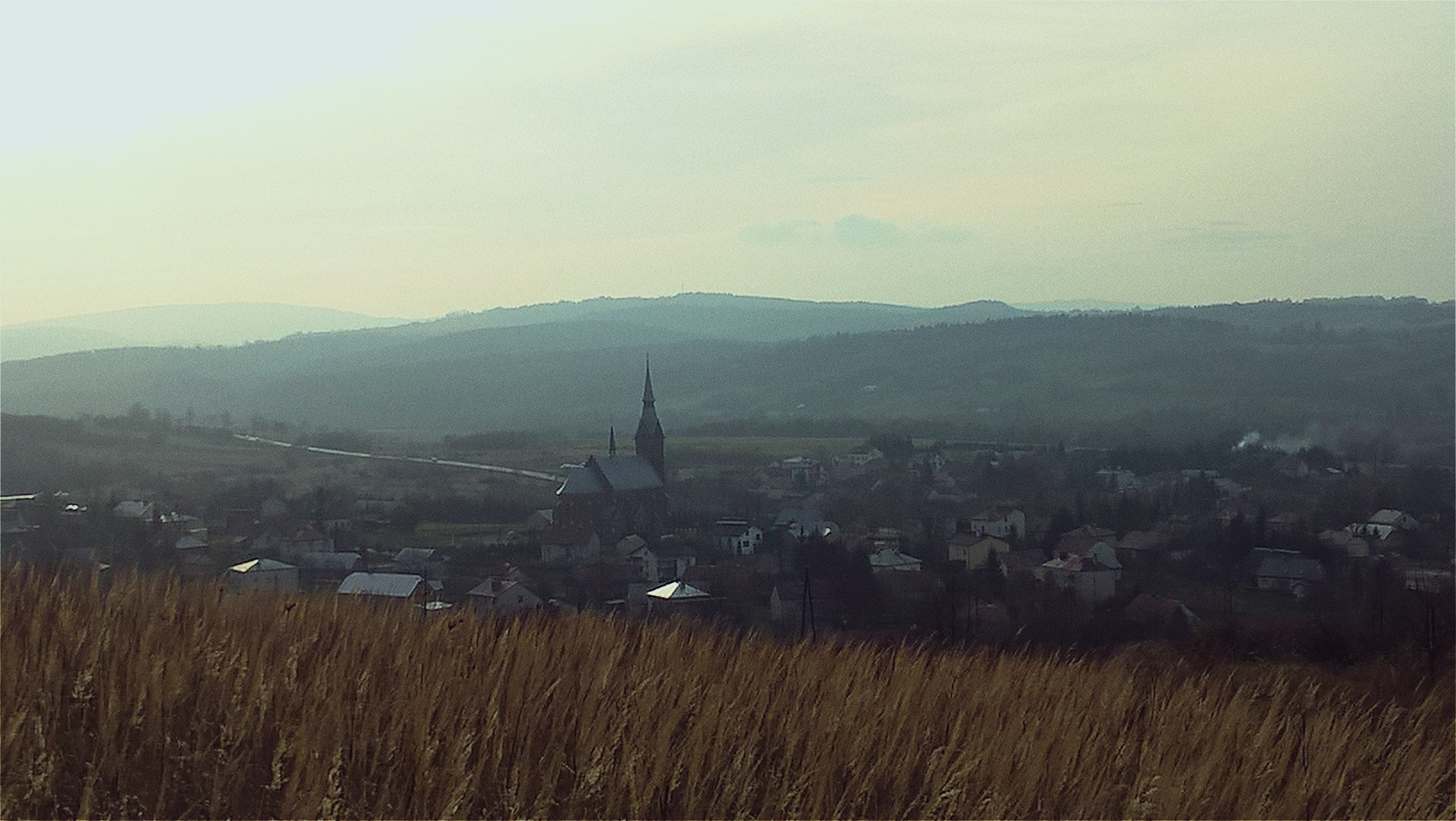
Überblick

Równe ist eine Ortschaft mit einem Schulzenamt der Gemeinde Dukla im Powiat Krośnieński der Woiwodschaft Karpatenvorland in Polen.

## Geographie
Der Ort liegt am rechten Ufer der Jasiołka im Buków-Gebirge des Sanoker Flachlands. Die Nachbarorte sind die Stadt Dukla und Zboiska im Südwesten, Wietrzno im Westen, Wrocanka im Norden, Rogi im Nordosten, Lubatówka im Osten, sowie Jasionka im Südosten. Durch Równe verläuft die Staatsstraße DK 19, die Białystok über Rzeszów mit Barwinek an der Grenze der Slowakei verbindet.

## Geschichte
Nach Adam Fastnacht könnte das Dorf als ethnisch polnische Siedlung schon vor dem Jahr 1340 bestanden haben, in der Zeit des Fürstentums Halytsch-Wolodymyr. Das königliche Waldhufendorf Rowne am Fluss Iessel (Jasiołka) wurde im Jahr 1352 vom Sanoker Stadtbürger Dytmar auf 50 fränkischen Hufen gegründet. Der Name des Dorfs Równe hat nach Władysław Makarski ausschließlich polnische Phonetik (keine lokal[polnisch]en oder ruthenischen bzw. ukrainischen Eigenschaften) und bedeutet wörtlich gerades, ebenes, flaches [Land], jedoch im Jahr 1384 wurde es als Rauna erwähnt, und der Ortsname wurde deshalb auch manchmal erläutert als von den deutschen Wörtern Rohne oder Rowen abgeleitet. Im Jahr 1386 verkaufte Erik von Winsen, der Bischof von Przemyśl, den Byscopeswalt (etwa Bischofswald), an Michał, discretus (Schultheiß) von Rowna (Równe), um ein neues Dorf auf deutschem Recht zu gründen, heute Jasionka. Von nun an gehörte Równe zum Bistum Przemyśl. Beide Dörfer, Równe und Jasionka, wurden von Nationalsozialismus-Historiker Kurt Lück als deutsche Siedlungen bezeichnet, aber die Forscher Adam Fastnacht, sowie Wojciech Blajer sahen einzelne deutsche Nachnamen bzw. die einmalige Erwähnung des Ortsnamens deutscher Herkunft als unzureichendes Indiz zur endgültigen Beurteilung.
Das Dorf gehörte zunächst zur Adelsrepublik Polen-Litauen, Woiwodschaft Ruthenien, Sanoker Land. Bei der Ersten Teilung Polens kam Równe 1772 zum neuen Königreich Galizien und Lodomerien des habsburgischen Kaiserreichs (ab 1804). Ab dem Jahr 1855 gehörte Równe zum Bezirk Krosno. Im Jahr 1888 wurde ein Ölfeld in Równe erschlossen, was das erste große Ölfieber im Bezirk Krosno initiierte.
1918, nach dem Ende des Ersten Weltkriegs und dem Zusammenbruch der k.u.k. Monarchie, kam Równe zu Polen. Unterbrochen wurde dies nur durch die Besetzung Polens durch die Wehrmacht im Zweiten Weltkrieg. Von 1975 bis 1998 gehörte Równe zur Woiwodschaft Krosno.